# Districtul Beni Snous
Beni Snous este un district din provincia Tlemcen, Algeria.